# Francisco Ísmodes
Francisco Atilio Ísmodes Mezzano (28 de septiembre de 1963) es un abogado peruano. Durante el Gobierno de Martín Vizcarra, del 2 de abril de 2018 al 30 de septiembre de 2019, se desempeñó como Ministro de Energía y Minas del Perú.

## Biografía
Estudió Derecho en la Pontificia Universidad Católica del Perú y luego estudió una Maestría en Derecho con Mención en Derecho Internacional Económico en la misma casa de estudios.
Siguió el Programa de Desarrollo Gerencial (Program for Leadership Development) en la Escuela de negocios Harvard así como cursos de educación ejecutiva en Kellogg School of Management de la Northwestern University.
Es un abogado y máster en Gerencia Social con Mención en Participación Ciudadana por la Pontificia Universidad Católica del Perú, además es graduado en el Programa de Desarrollo Gerencial de Harvard Business School de Estados Unidos y diplomado en Gestión Estratégica para la Nueva Minería de Gerens. 
En la Compañía Minera Milpo se desempeñó como Gerente Corporativo Legal (1999-2005), Gerente de Asuntos Corporativos (2005-2010) y Gerente General Adjunto (2012-2013).
De 2013 a 2014 fue gerente del sector minero de la Sociedad Nacional de Minería, Petróleo y Energía.
Ha sido gerente general de Gestión Sostenible Perú, director de las empresas Sierra Antapite, Electrosur y Consorcio Internacional de Operaciones.
Desde julio de 2023, Gerente Geral de Río Blanco Copper S.A.